# Calvörde
Calvörde (phát âm tiếng Đức: [kalˈføːʁdə] ⓘ) là một đô thị thuộc huyện Börde, bang Saxony-Anhalt, Đức.

## Gallery

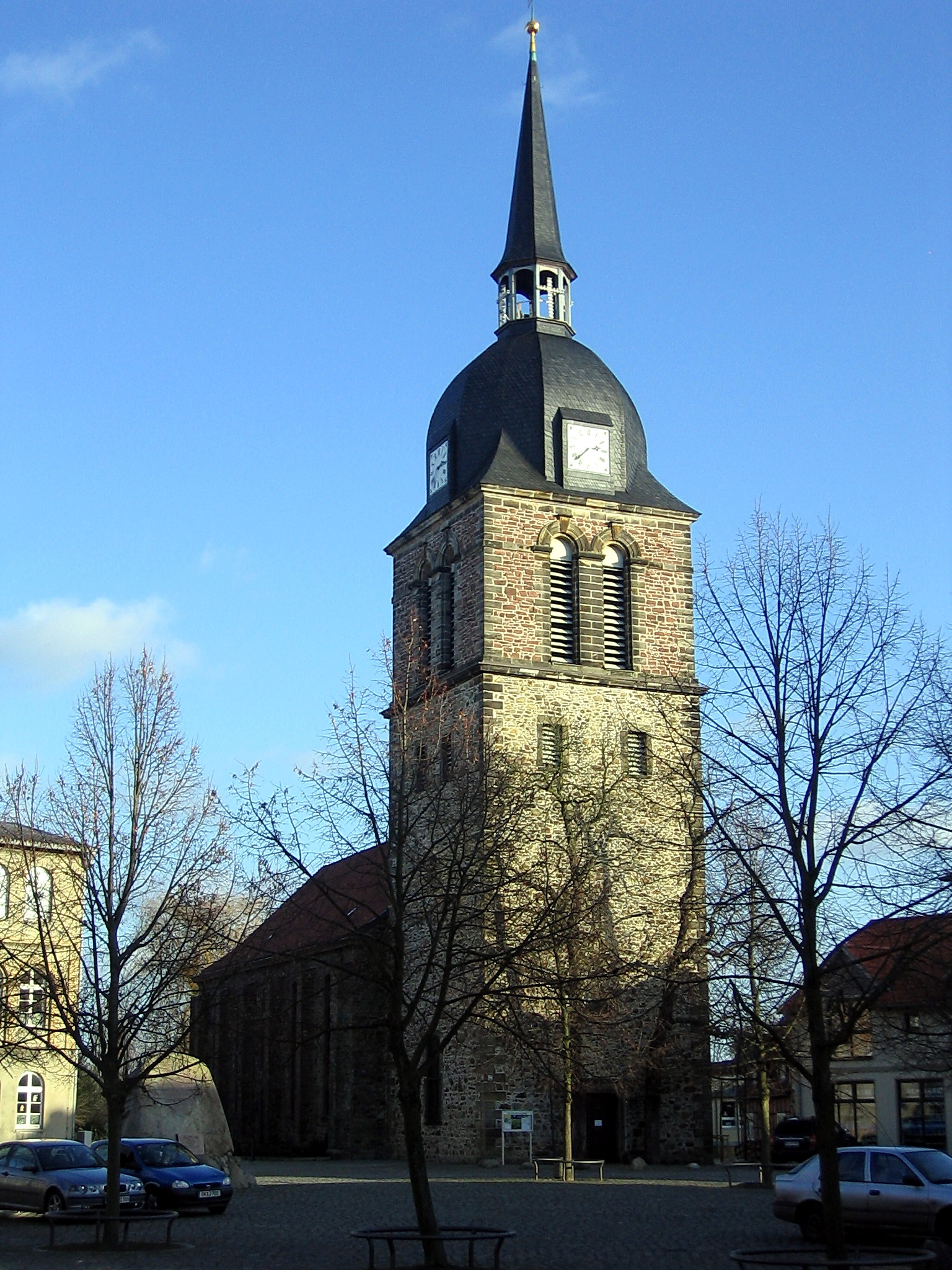
Saint George's church